# Rosario Gagliardi
Pour les articles homonymes, voir Gagliardi et Rosario (prénom).

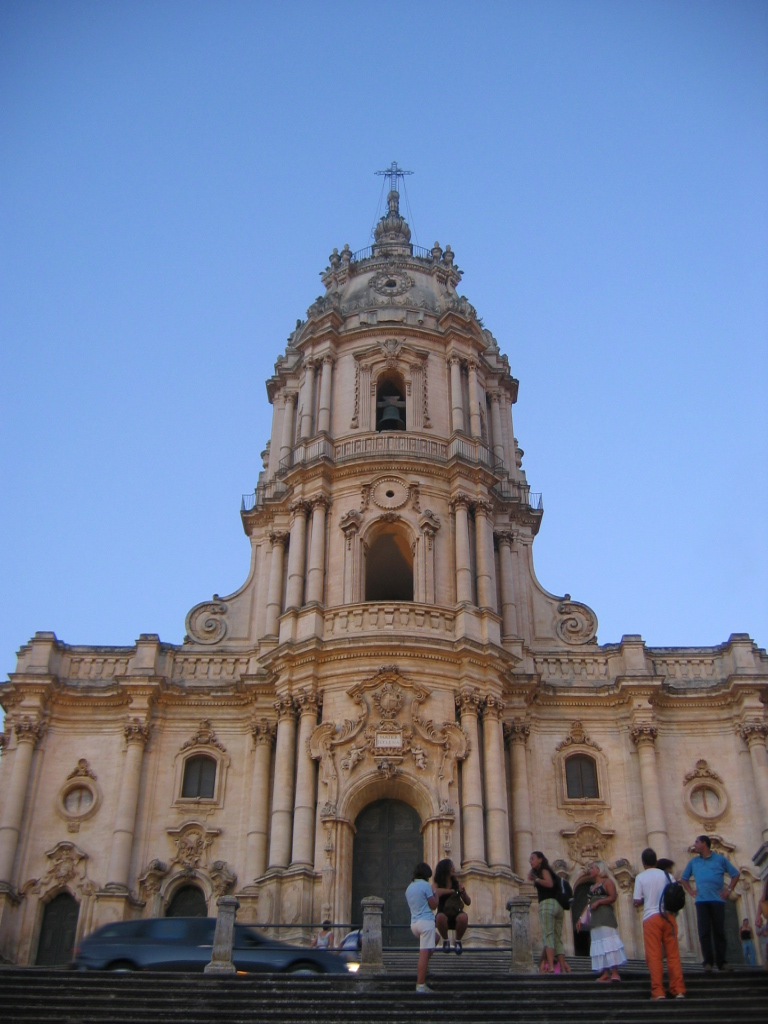
Façade de l'église Saint Georges de Modica.

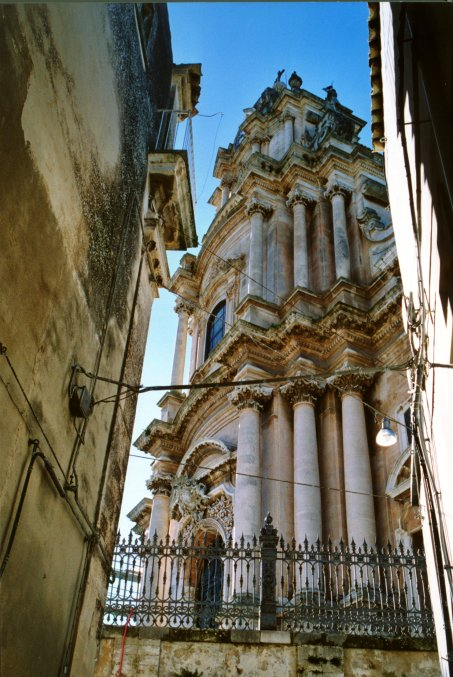
Le Dôme Saint-Georges de Raguse. Conçu en 1738 par Rosario Gagliardi, on y accède par un immense escalier de 250 marches.

Rosario Gagliardi (1698-1762) est un architecte sicilien du XVIIIe siècle né à Syracuse. Il fut l'un des principaux inspirateurs du baroque sicilien .

## Biographie
Bien que n'ayant jamais quitté son île natale, Rosario Gagliardi a su prouver sa maîtrise profonde du style baroque alors déployé à Rome par Gian Lorenzo Bernini. Sa première œuvre majeure fut l'édification de la cathédrale de Modica (it), en 1702.
Au vu du travail réalisé tant à Modica que sur l'église homonyme de Raguse, il paraît inconcevable que Gagliardi n'ait jamais voyagé. L'église Saint-Georges de Modica est souvent considérée comme le prototype de toutes les églises postérieures érigées dans la région. On doit à Gagliardi de nombreux autres lieux de culte ou palais, notamment à Noto ou dans d'autres villes siciliennes,.
L'académie des Beaux-Arts de Syracuse - Accademia di Belle Arti Rosario Gagliardi Siracusa - porte son nom.